# Szermierka na Letnich Igrzyskach Olimpijskich 1920 – szpada drużynowo mężczyzn
Szpada drużynowo mężczyzn była jedną z konkurencji szermierczych na Letnich Igrzyskach Olimpijskich 1920. Zawody odbyły się w 20 sierpnia. W zawodach wzięło udział 11 ekip.

## Wyniki

### Półfinały
| Półfinał A | Półfinał A        | Półfinał A | Półfinał A | Półfinał A |
| Miejsce    | Ekipa             | Wygrane    | Przegrane  | Kwal.      |
| ---------- | ----------------- | ---------- | ---------- | ---------- |
| 1          | Francja           | 4          | 0          | Q          |
| 2          | Szwajcaria        | 3          | 1          | Q          |
| 3          | Stany Zjednoczone | 2          | 3          | Q          |
| 4          | Wielka Brytania   | 1          | 4          |            |
| 5          | Czechosłowacja    | 0          | 5          |            |

| Półfinał B | Półfinał B | Półfinał B | Półfinał B | Półfinał B |
| Miejsce    | Ekipa      | Wygrane    | Przegrane  | Kwal.      |
| ---------- | ---------- | ---------- | ---------- | ---------- |
| 1          | Belgia     | 4          | 1          | Q          |
| 2          | Portugalia | 3          | 1          | Q          |
| 2          | Włochy     | 3          | 1          | Q          |
| 4          | Holandia   | 2          | 2          |            |
| 5          | Dania      | 1          | 4          |            |
| 6          | Szwecja    | 0          | 4          |            |

### Finał
| Finał   | Finał             | Finał   | Finał     |
| Miejsce | Ekipa             | Wygrane | Przegrane |
| ------- | ----------------- | ------- | --------- |
|         | Włochy            | 5       | 0         |
|         | Belgia            | 4       | 1         |
|         | Francja           | 2       | 2         |
| 4       | Portugalia        | 2       | 2         |
| 5       | Szwajcaria        | 1       | 4         |
| 6       | Stany Zjednoczone | 0       | 5         |

## Składy
| Belgia | Czechosłowacja                                                                                                  | Dania | Francja |
| --- | --- | --- | --- |
| Ernest Gevers Paul Anspach Félix Goblet d’Alviella Victor Boin Joseph De Craecker Léon Tom Philippe Le Hardy de Beaulieu      | Jan Černohorský Otakar Švorčík Zdeněk Vávra Josef Jungmann Josef Javůrek                                        | Otto Bærentzen Ejnar Levison Ivan Osiier Poul Rasmussen Aage Berntsen Georg Hegner                                                                      | Armand Massard Alexandre Lippmann Gustave Buchard Georges Trombert Georges Casanova Louis Moreau Gaston Amson |
| Holandia | Portugalia | Stany Zjednoczone | Szwecja |
| Arie de Jong Willem van Blijenburgh George van Rossem Salomon Zeldenrust Henri Wijnoldy-Daniëls Jetze Doorman                 | António de Menezes Jorge de Paiva Rui Mayer João Sassetti Henrique da Silveira Frederico Paredes Manuel Queiróz | William Russell Raymond Dutcher Henry Breckinridge Arthur Lyon Robert Sears Harold Rayner                                                               | Nils Hellsten Gustaf Lindblom Bertil Uggla David Warholm                                                      |
| Szwajcaria | Wielka Brytania                                                                                                 | Włochy | |
| Henri Jacquet Léopold Montagnier Franz Wilhelm Frédéric Fitting Eugène Empeyta Louis de Tribolet John Albaret Édouard Fitting | John Blake George Burt Martin Holt Robert Montgomerie Charles Notley Edgar Seligman                             | Nedo Nadi Aldo Nadi Abelardo Olivier Dino Urbani Tommaso Costantino Tullio Bozza Giovanni Canova Andrea Marrazzi Antonio Allocchio Paolo Thaon di Revel | |